# Zuzana Kanócz
Zuzana Kanócz (* 21. listopadu 1979 Košice) je slovenská herečka maďarské národnosti.

## Život
Absolvovala maďarské gymnázium v Košicích, později vystudovala herectví v ročníku Emílie Vášáryové a Martina Huby na Vysoké škole múzických umění v Bratislavě. Na škole se představila v inscenaci hry Blázen a mniška polského dramatika Witkiewicze, v Brechtově Kavkazském křídovém kruhu a v Čechovově aktovce Platonov.
V roce 2003 získala angažmá v Divadle Andreja Bagara v Nitře, kde hrála v inscenacích Petr Pan, I koně se střílejí či v původním slovenském muzikálu Adam Šangala. Za hlavní roli ve hře Portia Coughlenová (Porcie Coughlanová) získala cenu Dosky 2007 za najlepší ženský herecký výkon sezóny. Hostuje i v činohře Slovenského národního divadla v představeních Tančiareň, Mrzák z Inishmannu a Plantáž.

## Osobní život
S partnerem Jurajem Lojem má syna Lucase a dcery Isabellu a Leylu.

## Filmografie
- 2002 – Kruté radosti (řádová sestra)
- 2005 – Román pro ženy (Laura) [do češtiny ji nadabovala Vladimíra Včelná]
- 2005 – Medzi nami (TV seriál)
- 2007 – Ordinácia v ružovej záhrade (TV seriál)
- 2009 – Nebo, peklo... zem
- 2012 – Horúca krv (TV seriál)
- 2015 – Labyrint (TV seriál)
- 2018 – Milenky (TV seriál)
- 2021 - Nemocnica (TV seriál)